# گنبد مثلثی
در هندسه، گنبد مثلثی (به انگلیسی: Triangular cupola) سومین جسم از اجسام جانسون ،(J3) است. می‌توان آن را به صورت نیمی از یک مکعب‌هشت‌وجهی تصور کرد. دارای ۴ وجه مثلث متساوی الاضلاع و ۳ وجه مربع و ۱ وجه شش ضلعی است.

## روابط
در یک گنبد مثلثی با ارتفاع h و طول ضلع a و مساحت کل A و حجم V همواره روابط زیر برقرارند:
{\displaystyle V=\left({\frac {5}{3{\sqrt {2}}}}\right)a^{3}\approx 1.17851...a^{3}}
{\displaystyle A=\left(3+{\frac {5{\sqrt {3}}}{2}}\right)a^{2}\approx 7.33013...a^{2}}
{\displaystyle h={\frac {\sqrt {6}}{3}}a\approx 0.816496...a}

## چندوجهی مزدوج
چندوجهی مزدوج گنبد مثلثی دارای ۶ وجه مثلثی و ۳ وجه بادبادک است:
| مزدوج گنبد مثلثی | گسترده مزدوج گنبد مثلثی |
| ---------------- | ----------------------- |
|                  |                         |